# Olympische Sommerspiele 2008/Teilnehmer (Südkorea)
| Gelbes Symbol für Goldmedaillen mit stilisierten Olympischen Ringen | Graues Symbol für Silbermedaillen mit stilisierten Olympischen Ringen | Braundes Symbol für Bronzemedaillen mit stilisierten Olympischen Ringen |
| ------------------------------------------------------------------- | --------------------------------------------------------------------- | ----------------------------------------------------------------------- |
| 13                                                                  | 10                                                                    | 8                                                                       |

Südkorea nahm 2008 in Peking zum 16. Mal an Olympischen Sommerspielen teil.

## Medaillen

### Gold
| Name | Sportart      | Kategorie                  |
| --- | ------------- | -------------------------- |
| Choi Min-ho | Judo          | Männer bis 60 kg           |
| Park Tae-hwan | Schwimmen     | Männer 400 m Freischwimmen |
| Joo Hyun-jung Park Sung-hyun Yun Ok-hee | Bogenschießen | Frauenmannschaft           |
| Im Dong-hyun Lee Chang-hwan Park Kyung-mo | Bogenschießen | Männermannschaft           |
| Jin Jong-oh | Schießen      | Freie Pistole 50 m         |
| Sa Jae-hyouk | Gewichtheben  | Männer bis 77 kg           |
| Jang Mi-ran | Gewichtheben  | Frauen über 75 kg          |
| Lee Yong-dae Lee Hyo-jung | Badminton     | Gemischtes Doppel          |
| Son Tae-jin | Taekwondo     | Männer bis 68 kg           |
| Lim Su-jeong | Taekwondo     | Frauen bis 57 kg           |
| Hwang Kyung-seon | Taekwondo     | Frauen bis 67 kg           |
| Cha Dong-min | Taekwondo     | Männer über 67 kg          |
| Bong Jung-keun Chong Tae-hyon Han Ki-joo Jang Won-sam Jeong Keun-woo Jin Kab-yong Kang Min-ho Kim Dong-joo Kim Hyun-soo Kim Kwang-hyun Kim Min-jae Ko Young-min Kwon Hyuk Lee Dae-ho Lee Jin-young Lee Jong-wook Lee Seung-yeop Lee Taek-keun Lee Yong-kyu Oh Seung-hwan Park Jin-man Ryu Hyun-jin Song Seung-jun Yoon Suk-min | Baseball      | Männer Team                |

### Silber
| Name                       | Sportart      | Kategorie                 |
| -------------------------- | ------------- | ------------------------- |
| Yoo Won-chul               | Turnen        | Barren                    |
| Jin Jong-oh                | Schießen      | Männer 10 m Luftpistole   |
| Yoon Jin-hee               | Gewichtheben  | Frauen bis 53 kg          |
| Nam Hyun-hee               | Fechten       | Florett Einzel            |
| Wang Ki-chun               | Judo          | Männer bis 73 kg          |
| Kim Jae-bum                | Judo          | Männer bis 81 kg          |
| Park Tae-hwan              | Schwimmen     | 200 m Freistil der Männer |
| Park Sung-hyun             | Bogenschießen | Frauen Einzel             |
| Park Kyung-mo              | Bogenschießen | Männer Einzel             |
| Lee Hyo-jung Lee Kyung-won | Badminton     | Frauen Doppel             |

### Bronze
| Name | Sportart      | Kategorie                                         |
| --- | ------------- | ------------------------------------------------- |
| Park Eun-chul | Ringen        | Männer griechisch-römischer Stil Klasse bis 55 kg |
| Yun Ok-hee | Bogenschießen | Frauen Einzel                                     |
| Jeong Gyeong-mi | Judo          | Frauen bis 78 kg                                  |
| Hwang Ji-man Lee Jae-jin | Badminton     | Männer Doppel                                     |
| Dang Ye-seo Kim Kyung-ah Park Mi-young | Tischtennis   | Frauen Team                                       |
| Oh Sang-eun Ryu Seung-min Yoon Jae-young | Tischtennis   | Männer Team                                       |
| Kim Jung-joo | Boxen         | Weltergewicht                                     |
| Kim Nam-sun, Kim O-na, Kim Cha-youn, Moon Pil-hee, Park Jung-hee, Bae Min-hee, Song Hai-rim, An Jung-hwa, Oh Seong-ok, Oh Yong-ran, Lee Min-hee, Choi Im-jeong, Huh Soon-young, Yoo Hyun-ji, Hong Jeong-ho | Handball      | Frauen Mannschaft                                 |

## Badminton
| Disziplin | Männer                                                        | Frauen                                                        |
| --------- | ------------------------------------------------------------- | ------------------------------------------------------------- |
| Einzel    | Lee Hyun-il Park Sung-hwan                                    | Jun Jae-youn                                                  |
| Doppel    | Hwang Ji-man (Bronze ) Lee Jae-jin Jung Jae-sung Lee Yong-Dae | Lee Hyo-jung (Silber ) Lee Kyung-won Ha Jung-eun Kim Min-jung |
| Mixed     | Han Sang-hoon Hwang Yu-mi Lee Hyo-jung Lee Yong-dae (Gold )   |                                                               |

## Baseball
Gold 
Bong Jung-keun, Chong Tae-hyon, Han Ki-joo, Hyuk Kwon, Jang Won-sam, Jeong Keun-woo, Jin Kab-yong, Kang Min-ho, Kim Dong-joo, Kim Hyung-soo, Kim Kwang-hyun, Kim Min-jae, Ko Young-min, Lee Dae-ho, Lee Jin-young, Lee Jong-wook, Lee Seung-yeop, Lee Taek-keun, Lee Yong-kyu, Oh Seung-hwan, Park Jin-man, Ryu Hyun-jin, Song Seung-jun, Yoon Suk-min
Manager: Kim Kyung-moon
Trainer: Cho Kye-hyun, Kim Gwang-soo, Kim Ki-tae

## Bogenschießen
Männer:
Einzel:
- Im Dong-hyun
- Lee Chang-hwan
- Park Kyung-mo (Silber )

Team:
- Im Dong-hyun (Gold )
- Lee Chang-hwan (Gold )
- Park Kyung-mo (Gold )

Frauen:
Einzel:
- Joo Hyun-jung
- Park Sung-hyun (Silber )
- Yun Ok-hee (Bronze )

Team:
- Joo Hyun-jung
- Park Sung-hyun
- Yun Ok-hee

## Boxen
- Fliegengewicht (bis 51 kg)
  - Lee Ok-sung
- Bantamgewicht (bis 54 kg)
  - Han Soon-chul
- Leichtgewicht (bis 60 kg)
  - Baik Jong-sub
- Weltergewicht (bis 69 kg)
  - Kim Jung-joo (Bronze )
- Mittelgewicht (bis 75 kg)
  - Cho Deok-jin

## Fechten
Männer:
- Degen, Einzel und Team
  - Jin Sun-jung
  - Kim Won-jin
  - Kim Seung-gu
- Florett, Einzel
  - Choi Byung-chul
- Säbel, Einzel
  - Oh Eun-seok

Frauen:
- Degen, Einzel
  - Jung Hyo-jung
- Florett, Einzel
  - Jung Gil-ok
  - Nam Hyun-hee (Silber )
- Säbel, Einzel
  - Kim Keum-hwa
  - Lee Shin-mi

## Fußball
Männer
- Tor
1 Jung Sung-ryong
18 Song You-gual
- Abwehr
2 Shin Kwang-hoon
3 Kim Dong-jin
4 Kang Min-soo
5 Kim Chang-soo
6 Kim Jin-kyu
15 Kim Kun-hoan
- Mittelfeld
7 Oh Jang-eun
8 Kim Jung-woo
11 Lee Chung-yong
12 Ki Sung-yong
13 Kim Seung-yong
14 Baek Ji-hoon
16 Cho Young-cheol
- Sturm
9 Shin Young-rok
10 Park Chu-young
17 Lee Keun-ho
- Trainer
Park Sung-wha
- Ergebnisse
Vorrunde
 Kamerun: 1:1
 Italien: 0:3
 Honduras: 1:0
als Gruppendritter ausgeschieden

## Gewichtheben
Männer:
- Bis 62 kg
  - Ji Hun-min
- Bis 69 kg
  - Lee Bae-yeong
- Bis 77 kg
  - Kim Kwang-hoon
  - Sa Jae-hyouk (Gold )
- Über 105 kg
  - Jeon Sang-guen

Frauen:
- Bis 48 kg
  - Im Jyoung-hwa
- Bis 53 kg
  - Yoon Jin-hee (Silber )
- Bis 63 kg
  - Kim Sook-yung
- Über 75 kg
  - Jang Mi-ran (Gold )

## Handball
| Frauen (Bronze) | Männer |
| --- | --- |
| Kim Nam-sun Song Hai-rim Huh Soon-young Oh Seong-ok Moon Pil-hee Oh Young-ran Park Chung-hee Bae Min-hee An Jung-hwa Lee Min-hee Kim On-a Choi Im-jeong Hong Jeong-ho Kim Cha-youn | Park Jung-geu Han Kyung-tai Kang Il-koo Yoon Kyung-shin Jeong Yik-yeong Jung Su-young Cho Chi-hyo Lee Tea-young Kim Tea-wan Ko Kyung-soo Paek Won-chul Yoon Kyuing-min Lee Jae-woo Park Chan-yong |

## Hockey
Männer:
- Ko Dong-sik
- Kim Byung-hoon
- Kim Chul
- Kim Yong-bae
- Lee Nam-yong
- Seo Jong-ho
- Kang Seong-jung
- Yoon Sung-hoon
- You Hyo-sik
- Yeo Woon-kon
- Cha Jong-bok
- Lee Myung-ho
- Hong Eun-seong
- Kang Moon-kweon
- Kim Sam-seok
- Jang Jong-hyun

Frauen:
- Moon Young-hui
- Cho Hye-sook
- Kim Young-ran
- Lee Seon-ok
- Kim Jung-hee
- Park Mi-hyun
- Kim Jin-kyoung
- Kim Mi-seon
- Kim Jong-eun
- Eum Mi-young
- Kim Sung-hee
- Seo Hye-jin
- Park Jeong-sook
- Kim Eun-sil
- Kim Da-rae
- Han Hye-lyoung

## Judo
Männer:
- Bis 60 kg
  - Choi Min-ho (Gold )
- Bis 66 kg
  - Kim Joo-Jin
- Bis 73 kg
  - Wang Ki-chun (Silber )
- Bis 81 kg
  - Kim Jae-bum (Silber )
- Bis 90 kg
  - Choi Sun-ho
- Bis 100 kg
  - Jang Sung-ho
- Über 100 kg
  - Kim Sung-bum

Frauen:
- Bis 48 kg
  - Kim Yong-ram
- Bis 52 kg
  - Kim Kyung-ok
- Bis 57 kg
  - Kang Sin-young
- Bis 63 kg
  - Kong Ja-young
- Bis 70 kg
  - Park Ka-yeon
- Bis 78 kg
  - Jeong Gyeong-mi (Bronze)
- Über 78 kg
  - Kim Na-young

## Kanu
- Frauen, K-1 500 m
  - Lee Sun-ja

## Leichtathletik
Männer:
- 110 m Hürden
  - Lee Jung-joon
- Marathon
  - Kim Yi-yong
  - Lee Bong-ju
  - Lee Myong-seung
- 20 km Gehen
  - Kim Hyun-sub
  - Park Chil-sung
- 50 km Gehen
  - Kim Dong-young
- Dreisprung
  - Kim Deok-hyeon
- Stabhochsprung
  - Kim Yoo-suk
- Speerwerfen
  - Park Jae-myong

Frauen:
- Marathon
  - Chae Eun-hee
  - Lee Eun-jung
  - Lee Sung-young
- 20 km Gehen:
  - Kim Mi-jung
- Speerwerfen
  - Kim Kyung-ae
- Kugelstoßen
  - Lee Mi-young
- Weitsprung
  - Jung Soon-ok

## Moderner Fünfkampf
- Männer, Einzel
  - Lee Chun-heon
  - Nam Dong-hun
- Frauen, Einzel
  - Yun Cho-rong

## Radsport
- Männer, Straßenrennen:
  - Park Sung-baek
- Frauen, Straßenrennen
  - Son Hee-jung
  - Gu Sun-geun

## Reiten
- Dressur, Einzel
  - Choi Jun-sang

## Rhythmische Sportgymnastik
- Frauen, Einzel
  - Shin Soo-ji

## Ringen
Männer:
- Freistil
- Bis 55 kg
  - Kim Hyo-sub
- Bis 60 kg
  - Kim Jong-dae
- Bis 66 kg
  - Jung Young-ho
- Bis 74 kg
  - Cho Byung-kwan
- Bis 120 kg
  - Kim Jae-gang

Griechisch-römisch
- Bis 55 kg
  - Park Eun-chul (Bronze)
- Bis 60 kg
  - Jung Ji-hyun
- Bis 66 kg
  - Kim Min-chul
- Bis 84 kg
  - Kim Jung-sub
- Bis 96 kg
  - Han Tae-young

Frauen:
- Freistil, bis 48 kg
  - Kim Hyung-joo

## Rudern
Männer:
- Leichtgewicht Doppelzweier
  - Jang Kang-eun
  - Kim Hong-kyun

Frauen:
- Einer
  - Shin Yeong-eun
- Leichtgewicht Doppelzweier
  - Ji Yoo-jin
  - Ko Young-eun

## Schießen
Männer:
- 10 m Luftgewehr
  - Han Jin-seop
  - Park Bong-duk
- 50 m Gewehr 3 Positionen
  - Han Jin-seop
  - Park Bong-duk
- 50 m Gewehr liegend
  - Park Bong-duk
  - Kim Hak-man
- 10 m Luftpistole
  - Jin Jong-oh (Silber )
  - Lee Dae-myung
- 50 m Pistole
  - Jin Jong-oh (Gold )
  - Lee Dae-myung
- Trap
  - Lee Young-sik

Frauen:
- 10 m Luftgewehr
  - Kim Chan-mi
  - Kim Yeo-oul
- 50 m Gewehr 3 Positionen
  - Kim Yoo-yeon
- 25 m Pistole
  - Ahn Soo-kyeong
  - Lee Ho-lim
- 10 m Luftpistole
  - Lee Ho-lim
  - Kim Yun-mi
- Skeet
  - Kim Min-ji
- Trap
  - Lee Bo-na

## Schwimmen
- Choi Hye-ra
100 Meter Schmetterling, Frauen
200 Meter Schmetterling, Frauen
200 Meter Lagen, Frauen
- Im Nam-kyeon
100 Meter Freistil, Männer
- Jang Hui-jin
50 Meter Freistil, Frauen
100 Meter Freistil, Frauen
- Jeong Da-rae
200 Meter Brust, Frauen
- Jung Seul-ki
100 Meter Brust, Frauen
200 Meter Brust, Frauen
- Gang Yeong-seo
200 Meter Rücken, Frauen
- Kim Yu-yeon
100 Meter Rücken, Frauen
- Kim Ji-heun
200 Meter Rücken, Männer
- Lee Kyo-ra
200 Meter Freistil, Frauen
- Lee Ji-eun
400 Meter Freistil, Frauen
- Nam Yu-seon
400 Meter Lagen, Frauen
- Park Beum-ho
200 Meter Lagen, Männer
- Park Tae-hwan
200 Meter Freistil, Männer
400 Meter Freistil, Männer
1500 Meter Freistil, Männer
- Seong Min
100 Meter Rücken, Männer
- Shin Su-jong
200 Meter Brust, Männer
- Yu Jeong-nam
200 Meter Schmetterling, Männer

## Segeln
- Männer, Sailboard
  - Lee Tae-hun
- Männer, Laser
  - Ha Jee-min
- Männer, 470
  - Kim Hyeong-tae
  - Yoon Cheul

## Taekwondo
- Männer, bis 68 kg
  - Son Tae-jin (Gold )
- Männer, über 80 kg
  - Cha Dong-min (Gold )
- Frauen, bis 57 kg
  - Lim Su-jeong (Gold )
- Frauen, bis 67 kg
  - Hwang Kyung-seon (Gold )

## Wasserspringen
- Männer, 3 m
  - Son Seong-cheol

## Turnen
Männer:
- Mehrkampf
  - Kim Dae-eun
  - Kim Ji-hoon
  - Yang Tae-young
  - Yoo Won-chul
  - Kim Soo-myun
  - Kim Seung-il
- Boden
  - Kim Dae-eun
  - Kim Ji-hoon
  - Yang Tae-young
  - Kim Soo-myun
  - Kim Seung-il
- Seitpferd
  - Kim Dae-eun
  - Kim Ji-hoon
  - Yang Tae-young
  - Kim Soo-myun
  - Kim Seung-il
- Ringe
  - Kim Dae-eun
  - Yang Tae-young
  - Kim Soo-myun
  - Kim Seung-il
  - Yoo Won-chul
- Barren
  - Kim Dae-eun
  - Yang Tae-young
  - Kim Soo-myun
  - Kim Seung-il
  - Yoo Won-chul (Silber )
- Reck
  - Kim Dae-eun
  - Kim Ji-hoon
  - Yang Tae-young
  - Kim Soo-myun
  - Kim Seung-il
- Seitpferdsprung
  - Yang Tae-young
- Mehrkampf Mannschaft
  - Kim Dae-eun
  - Kim Ji-hoon
  - Yang Tae-young
  - Yoo Won-Chul
  - Kim Soo-myun
  - Kim Seung-il

Frauen:
- Mehrkampf
  - Jo Hyon-joo

## Tennis
- Männer, Einzel
  - Lee Hyung-taik

## Tischtennis
Männer:
- Einzel
  - Oh Sang-eun
  - Ryu Seung-min
  - Yoon Jae-young
- Mannschaft

(Bronze )
Damen:
- Einzel
  - Dang Ye-seo
  - Kim Kyung-ah
  - Park Mi-young
- Mannschaft

(Bronze )